# Nikołaj Siemionow (kombrig)
Nikołaj Aleksandrowicz Siemionow, ros. Николай Александрович Семенов 
(ur. 1893 w Saratowie, zm. 25 sierpnia 1938 w Moskwie) – kombrig Armii Czerwonej.

## Życiorys
Służył w armii rosyjskiej. W 1914 roku ukończył Aleksandrowską Szkołę Wojskową. W czasie I wojny światowej walczył na froncie południowo-zachodnim. Doszedł do stopnia sztabskapitana. W 1918 roku wstąpił do Armii Czerwonej. Od 1919 roku był członkiem Rosyjskiej Partii Komunistycznej (bolszewików). W 1923 roku ukończył Akademię Wojskową. Od 1924 roku służył w Zarządzie Operacyjnym Sztabu Armii Czerwonej. W 1925 roku został szefem 1 Oddziału (wywiad wojskowy) Razwiedupra. Od 1927 roku dowodził jednym z pułków piechoty. Następnie objął funkcję szefa 1 oddziału sztabu i jednocześnie zastępcy szefa sztabu Leningradzkiego Okręgu Wojskowego. Od grudnia 1932 roku do września 1933 roku był attaché wojskowym w Kownie, od grudnia 1933 roku w Warszawie. 14 grudnia 1933 roku razem ze swoim poprzednikiem, Lepinem został przyjęty przez I wiceministra spraw wojskowych, generała brygady Kazimierza Fabrycego. W 1936 roku został attaché wojskowym w Paryżu. Doszedł do stopnia kombriga. W 1937 roku został odwołany do Moskwy, gdzie na początku grudnia tego roku aresztowało go NKWD. Po procesie skazano go na karę śmierci wykonaną 25 sierpnia 1938 roku.